# Јозеф Отмар Раушер
Јозеф Отмар Ритер фон Раушер (Беч, 6. октобар 1797 — Беч, 24. новембар 1875) био је од 1853. године надбискуп католичке цркве у Бечу, а од 1855. до своје смрти 1875. кардинал католичке цркве.

## Живот
Рођен је у Бечу као најстарији син Франца Серафа Ритера фон Раушера (1753–1837). Рано образовање стекао је у гимназији у Бечу, посветивши се углавном изучавању права. Теологију је студирао од 1820.
Раушер је преминуо 1875. године и његово тело почива у Госпином хору Катедрале Светог Стефана испред степеница олтара. На зиду испод Раушеровог прозора је његов споменик.

## Надбискуп и кардинал
После хиротоније постављен је за свештеника у Хителдорфу, а касније за професора црквене историје и канонског права у Салцбургу, где је међу његовим ученицима био и гроф Фридрих Шварценберг, директор Оријенталне академије у Бечу. У јануару 1849. кардинал Шварценберг је именовао свог бившег учитеља за принца-бискупа од Секауа, „у знак признања за његове изузетне квалитете, знање и услуге“.
Раушер је присуствовао епископском сабору којим је инаугурисан црквени препород у Аустрији; између 29. априла и 20. јуна 1849. двадесет пет епископа и четири епископска опуномоћеника одржало је шездесет заседања. Последњи по реду посвећења, Раушер је пред скупштину положио промеморију, која је послужила као програм рада, и израдио пет од седам спомен обележја упућених Министарству унутрашњих послова. Такође је саставио уредбе које ће служити епископима „као заједничко правило њиховог циља и делатности“. Пре него што су се епископи разишли, изабрали су комисију од пет чланова за сређивање спомен обележја и уређење свих текућих послова.
Раушер је био отац Конкордата из 1855. Дана 14. септембра 1852. године, појавила се наредба кабинета којом је именован царским опуномоћеником за закључење конкордата. Раушер је именован за принца-архиепископа Беча и свечано је ушао у катедралу Светог Стефана 15. августа 1853. године. За промоцију Конкордата нашао је за сходно да посети Ватикан, где је седам месеци водио преговоре. Тако је могао да учествује у свечаностима у вези са дефиницијом Безгрешног зачећа. Коначно, 18. августа 1855. потписан је Конкордат и 5. новембра објављен је као закон „примењив у целом царству“. Хомогено увођење конкордата обављено је пред шездесет шест епископа окупљених у Бечу 1856. године. Раушер је унапређен у кардинала 1855. До 1. јануара 1857. црквени судови, за које је Раушер саставио упутства (Instructio pro indiciis ecclesiasticis), основани су у свим епископским столиштима. Покрајински синоди су прописали посебну примену Конкордата на поједине епископије. Декрети Бечког сабора из 1858. године, које је упутио Раушер, а ратификовао Рим, служили су као важан облик свештеничког живота и црквене делатности.
После аустријских ратова 1859–66, кривица за поразе сваљена је на Конкордат. Надбискупи и принчеви-бискупи били су чланови Царског већа; па када је рат против Конкордата почео у Рајхстагу 1861. и када је затражена његова ревизија, Раушер је са осталим епископским члановима Горњег дома расправљао о обраћању цару. Када је Посланички дом захтевао уклањање верских редова из казнионица, болница и других државних установа, он је у Царском већу изјавио:
| „ | Од 1859. године уложен је велики напор у вештачку агитацију да се отвори кампања против беспомоћних жена, које од овоземаљског живота траже само потрепштине и служе својим ближњима у оскудици и невољама. Ова недостојна агитација носи печат мржње према хришћанству, али у себи има и нечег кукавног и неплеменитог, чега треба да се стиди и онај који је отуђен од хришћанства. | ” |

Као последица догађаја из 1866. године, избила је жестока бура против Конкордата и Цркве. Када су нацрти нових закона који се тичу брака, школе и међуконфесионалних односа, у погледу којих је постојало много празнина у Конкордату, изашли на расправу у Царском већу, Раушер је одржао говор о Конкордату, позивајући склад између духовне и световне власти. Када су декрети били санкционисани, а нови закони осуђени од стране папе, настало је велико незадовољство и превирања. Раушер је захтевао: „Зар није дозвољено да папа прогласи закон неправедним? Сваки новинар себи присваја право да жигоше неправду закона који се не слажу са партијским ставовима његових новина”.
Аустријски бискупи су приступили Првом ватиканском сабору одмах након сукоба око Конкордата. Раушер је издао две пасторале које се односе на савет 15. новембра 1869. године. Папа Пије IX га је именовао у комисију pro recipiendis, која је морала да испита све поднете предлоге. На првој правој седници савета (Генерална конгрегација од 28. децембра) говорио је о потребама и степену културе појединих народа који су били превише различити и о питању непогрешивости папе. Као надбискуп Беча, Раушер је објавио доктринарне декрете Ватиканског концила. Протестовао је против гушења Папске државе 20. септембра 1870. У мају 1874. издати су аустријски закони који се односе на спољни правни положај Католичке цркве, доприносима верским фондовима и правном признавању верских друштава.

## Напомена
Овај чланак укључује текст из публикације која је сада у јавном власништву: 
- Волфсгрубер Селестин (1911). „Јозеф Отмар Раушер”. Католичка енциклопедија, том 12. Њујорк: Издавачка кућа Роберт Еплтон.
- Wolfsgrüber, Cölestin. "Joseph Othmar Rauscher." The Catholic Encyclopedia. Vol. 12. New York: Robert Appleton Company, 1911. 29 Aug. 2022.